# الكلالسة
قرية الكلالسة هي إحدى القرى التابعة لمركز قوص في محافظة قنا في جمهورية مصر العربية. حسب إحصاءات سنة 2006، بلغ إجمالي السكان في الكلالسة 8760 نسمة، منهم 4343 رجل و4417 امرأة.